# Fritz Stockfleth
Fritz Gerhard Ferdinand Stockfleth (13. december 1823 i København—5. januar 1889 i Fredensborg) var sløjdlærer.
I den etablerede sløjdhistorie kender vi ingen Stockfleth, men ikke desto mindre er vi sløjdhistorikere kommet i besiddelse af et billede af en gravsten, hvor der står: »Her hviler exam.polyt. Lærer ved de københavnske Kommuneskoler, den første Grundlægger af Sløjd i Danmark Fritz Gerhard Ferdinand Stockfleth * 13 Decbr. 1823, † 5 Januar 1889 og Hustru Johanne Marie født Rasmussen * 11 April 1832, † 29 Januar 1912«.
Gravstenen står på Asminderød Kirkegård ved Fredensborg. Der har været en hvid figur oven på stenen, men den er brækket af. Stockfleth angives at være død i Fredensborg, som var hans kones fødeby, men jeg har ikke kunnet finde noget om dødsfaldet i områdets kirkebøger. Vi leder stadig efter oplysninger om Stockfleth. Sløjd er jo et emne, hvis historie kun er sparsomt beskrevet. 
Fritz Gerhard Ferdinand Stockfleth var søn af Frederik Wilhelm Stockfleth (1793-1855) og Sara Birgitte Nielsen. Fritz bestod 26 år gammel adgangseksamen til Polyteknisk Læreanstalt i 1849, men har ikke en afsluttet uddannelse. I 1854 eller 1855 giftede han sig med Johanne Marie, der var datter af gartner Rasmus Jørgensen i Fredensborg, og 14. april 1855 fik han ansættelse som timelærer ved Københavns offentlige skolevæsen, den 1. august 1860 blev han konstitueret i et lærerembede, og knap to år efter blev han fast ansat som kommunelærer iflg. beskikkelsesbrev af 14. april 1862. Han trak sig tilbage i 1887.
Fritz havde 5 søskende. To af disse delte han en lejlighed med ved folketællingen i 1850 på adressen Store Købmagergade 2, 3.sal, Rosenborg Kvarter, nemlig Theodor Florian (1820-1879) (polyteknisk examinand) og Seraphine Caroline Emilie (1826-1914); de var alle tre endnu ugifte.